# Gábor P. Szabó
Gábor Péter Szabó (né le 14 octobre 1902 en Autriche-Hongrie et mort en 1950) était un footballeur international hongrois, qui évoluait en tant qu'attaquant.

## Biographie
Lors de sa carrière de club, il jouait dans le club hongrois du Újpest Football Club, avec qui il remporte la Coupe Mitropa en 1929 et la Coupe des nations de football 1930.
Au niveau international, il évolue de 1924 à 1934 avec l'équipe de Hongrie et participe à la coupe du monde 1934 en Italie.